# 잭 스터블레티쿡
잭 스터블레티쿡(Zac Stubblety-Cook, 영어 발음: /ˈzæk ˈstʌb.lɛt.i ˈkʊk/)으로도 알려져 있는 아이잭 키스 스터블레티쿡(Izaac Keith Stubblety-Cook, 1999년 1월 4일~)은 오스트레일리아의 수영 선수이다. 주 종목은 평영이며 2020년 하계 올림픽에서 남자 평영 200m 금메달을 획득했다.

## 경력
1999년 퀸즐랜드주 브리즈번에서 태어난 스터블레티쿡은 어린 시절부터 수영을 했으며 2017년에 오스트레일리아 국가대표로 발탁되었다. 그 해에 8월 미국 인디애나폴리스에서 열린 세계 주니어 선수권 대회에서 평영 200m와 혼계영 400m 종목에서 동메달을 획득했다. 이듬해인 2018년 4월에는 골드코스트에서 열린 2018년 코먼웰스 게임에 참가했으며 평영 200m 종목에서 10위를 했다. 8월에는 일본 도쿄에서 열린 2018년 범태평양 선수권 대회에 참가했다. 그는 평영 200m 종목에서 2분 07.89초의 기록으로 일본의 와타나베 잇페이의 뒤를 이어 은메달을 획득했다. 이 메달은 스터블레티쿡이 획득한 첫 성인 국제 대회 메달이다.
2019년 8월에는 대한민국 광주에서 열린 2019년 세계 선수권 대회 남자 평영 200m 종목에 참가했다. 그는 2분 07.36초의 기록으로 러시아의 안톤 춥코프, 대표팀 동료인 매슈 윌슨, 일본의 와타나베의 뒤를 이어 4위에 올랐다.
2021년 도쿄에서 열린 2020년 하계 올림픽 수영 평영 100m와 200m에 참가해 200m 종목에서 와타나베가 보유했던 올림픽 기록인 2:07.22를 깨고 2:06.38에 들어와 올림픽 신기록을 달성하며 금메달을 획득했다. 이후 4x100m 종목에도 오스트레일리아 대표로 참가했고 결선에서 팀이 3등으로 들어오며 동메달을 획득했다.

## 개인 최고 기록
| 종목      | 기록      | 날짜          | 대회                                                      | 장소                               | 기타 |
| 평영 50m  | 28.15     | 2021.04.15    | 2021 핸쿡 프로스펙팅 오스트레일리아 수영 클럽 선수권 대회 | 오스트레일리아 골드코스트          |      |
| 평영 100m | 59.69     | 2021. 06. 12. | 2021 핸쿡 프로스펙팅 오스트레일리아 수영 트라이얼         | 오스트레일리아 애들레이드          |      |
| 평영 200m | 2분 06.28 | 2021. 06. 15  | 2021 핸쿡 프로스펙팅 오스트레일리아 수영 트라이얼         | 오스트레일리아 애들레이드          |      |
| 접영 50m  | 27.84     | 2020.12.15    | 2020 맥도날드 퀸즐랜드 선수권 대회                        | 오스트레일리아 퀸즐랜드주 브리즈번 |      |